# Alan Freed
Albert James "Alan" Freed (Windber, Pensilvania, 15 de diciembre de 1921 - Palm Springs, California, 20 de enero de 1965), fue un disc-jockey estadounidense que pasó a ser reconocido internacionalmente por promocionar música rhythm & blues afroamericana en radios de los Estados Unidos y de Europa bajo el nombre de rock and roll. Se le conoció como "Moondog" (en litigio con el músico callejero Louis T. Hardin).
La película American Hot Wax (La Gran Ola Americana, en España) de 1978, está basada en parte de su vida como disc-jockey, donde se resalta su labor como difusor y promotor del rock and roll, obviando el escándalo que acabó con su carrera.

## Carrera profesional
Freed fue el primer disc jockey de radio y productor de conciertos que tocaba y promocionaba frecuentemente el rock and roll; popularizó la frase "rock and roll" en la radio convencional a principios de la década de 1950. (El término ya existía, y había sido utilizado por Billboard ya en 1946, pero seguía siendo oscuro).
Varias fuentes sugieren que descubrió el término por primera vez (como eufemismo de relación sexual) en el disco "Sixty Minute Man" de Billy Ward and his Dominoes. La letra incluye la línea "I rock 'em, roll 'em all night long", sin embargo, Freed no aceptó esa inspiración (o ese significado de la expresión) en las entrevistas, y explicó su visión del término de la siguiente manera: "El rock 'n roll es en realidad swing con un nombre moderno.  Comenzó en los diques y las plantaciones, tomó las canciones folclóricas y presenta el blues y el ritmo". 
Ayudó a salvar la brecha de la segregación entre los jóvenes adolescentes estadounidenses, presentando en su programa de radio música de artistas negros (en lugar de versiones de artistas blancos) y organizando conciertos en directo a los que asistía un público racialmente mixto. Freed apareció en varias películas como él mismo. En la película de 1956 ¡Rock, Rock, Rock!, Freed dice al público que "el rock and roll es un río de música que ha absorbido muchas corrientes: rhythm and blues, jazz, ragtime, canciones de vaqueros, canciones country, canciones folclóricas. Todas han contribuido en gran medida al gran ritmo".

### WAKR Akron
En junio de 1945, Alan Freed se unió a WAKR (1590 AM) en Akron, Ohio y rápidamente se convirtió en un locutor estrella. Apodado "El viejo cabeza de chorlito", Freed tenía hasta cinco horas de emisión diarias en la emisora en junio de 1948: el programa diurno Jukebox Serenade, el nocturno Wax Works y el nocturno Request Review. Freed también tuvo breves encontronazos con la dirección y en un momento dado fue despedido temporalmente por violar las normas del estudio y no presentarse a trabajar durante varios días seguidos.
En la cima de su popularidad en 1948, Freed firmó una extensión de contrato con WAKR que incluía una cláusula de no competencia insertada por el propietario S. Bernard Berk, que impedía a Freed trabajar en cualquier estación en un radio de 75 millas (121 kilómetros) de Akron durante un año completo. Freed dejó WAKR el 12 de febrero de 1950 y después de un programa en la estación de la competencia WARF (1350 AM) varios días después, Berk y WAKR demandaron a Freed para hacer cumplir la cláusula. Freed perdió repetidamente en los tribunales, incluso después de apelar su caso ante la Corte Suprema de Ohio; la aplicación exitosa de la no competencia por parte de Berk es ahora reconocida dentro de la industria como un modelo para las emisoras con respecto a los contratos de talento en el aire.

### WJW Cleveland
A finales de la década de 1940, mientras trabajaba en WAKR, Freed conoció al propietario de una tienda de discos de Cleveland, Leo Mintz. Record Rendezvous, una de las mayores tiendas de discos de Cleveland, había comenzado a vender discos de rhythm and blues. Mintz le dijo a Freed que había notado un mayor interés por los discos en su tienda, y le animó a ponerlos en la radio. En 1951, habiéndose incorporado ya a la emisora de televisión WJW (canal 9, ahora WJW canal 8) a mediados de 1950 como locutor, Freed se trasladó a Cleveland, que a 39 millas de Akron estaba dentro del alcance de la todavía vigente cláusula de no competencia. Sin embargo, en abril, gracias a la ayuda de William Shipley, distribuidor de la RCA en el norte de Ohio, fue liberado de la cláusula de no competencia. Entonces fue contratado por la radio WJW para un programa de medianoche patrocinado por Main Line, el distribuidor de RCA, y Record Rendezvous. Freed salpicó su discurso con lenguaje hipster y, con un disco de rhythm and blues llamado "Moondog" como tema principal, emitió éxitos de R&B hasta la noche.
Mintz propuso comprar tiempo de emisión en la emisora de radio de Cleveland WJW (850 AM), que se dedicaría por completo a las grabaciones de R&B, con Freed como presentador. El 11 de julio de 1951, Freed comenzó a tocar discos de rhythm and blues en WJW. Si bien los discos de R&B se reprodujeron durante muchos años en las emisoras de radio de menor potencia y del centro de la ciudad, dirigidas a los afroamericanos, esta es posiblemente la primera vez que el auténtico R&B fue presentado regularmente en una emisora importante y de gran audiencia. Freed llamó a su programa "The Moondog House" y se autodenominó "El Rey de los Moondoggers". Se había inspirado en una pieza instrumental llamada "Moondog Symphony" que había sido grabada por el compositor y músico callejero neoyorquino Louis T. Hardin, conocido profesionalmente como Moondog. Freed adoptó el disco como tema musical de su programa. Su forma de actuar al aire era enérgica, en contraste con muchos presentadores de radio contemporáneos de música pop tradicional, que tendían a sonar más apagados y de bajo perfil. Se dirigía a sus oyentes como si todos formaran parte de un reino imaginario de hipsters, unidos en su amor por la música negra. También empezó a popularizar la frase "rock and roll" para describir la música que tocaba.
Ese mismo año, Freed promocionó bailes y conciertos con la música que ponía en la radio. Fue uno de los organizadores de un espectáculo de cinco actos llamado "The Moondog Coronation Ball" el 21 de marzo de 1952, en el Cleveland Arena. Este evento se considera ahora como el primer gran concierto de rock and roll. Las multitudes asistieron en número muy superior a la capacidad del estadio, y el concierto se cerró antes de tiempo debido al hacinamiento y a los disturbios que casi se produjeron. Freed adquirió notoriedad a raíz del incidente. La WJW aumentó inmediatamente el tiempo de emisión del programa de Freed y su popularidad se disparó.
En aquella época, Cleveland era considerada por la industria musical como una ciudad "rompedora", donde las tendencias nacionales aparecían por primera vez en un mercado regional. La popularidad de Freed hizo que el negocio de la música pop tomara nota. Pronto, las cintas del programa de Freed, Moondog, empezaron a emitirse en la zona de Nueva York a través de la emisora WNJR 1430 (ahora WNSW ), en Newark, Nueva Jersey.

### Estaciones de Nueva York
En julio de 1954, tras su éxito en las ondas de Cleveland, Freed se trasladó a WINS (1010 AM) en la Ciudad de Nueva York. Hardin, el Moondog original, presentó más tarde una demanda judicial contra WINS por daños y perjuicios contra Freed por infracción en 1956, argumentando la reclamación previa del nombre "Moondog", con el que había estado componiendo desde 1947. Hardin obtuvo una sentencia de 6.000 dólares de Freed, así como un acuerdo para renunciar a seguir utilizando el nombre Moondog. Freed dejó la emisora en mayo de 1958 "después de un motín en un baile en Boston en el que participaba Jerry Lee Lewis". WINS acabó convirtiéndose en una emisora de rock and roll de los 40 principales durante todo el día, y lo seguiría siendo hasta el 19 de abril de 1965, mucho después de la marcha de Freed y tres meses después de su muerte, cuando se convirtió en una emisora exclusivamente de noticias.
Anteriormente, en 1955 y 1956, Freed había presentado "The Camel Rock and Roll Dance Party", llamado así por el patrocinador, los cigarrillos Camel. El programa, de media hora de duración, tenía como protagonistas a Count Basie y su Orquesta y, más tarde, a Sam The Man Taylor y su Orquesta, y contaba con invitados semanales de rock n roll como LaVern Baker, Clyde McPhatter y Frankie Lyman and the Teenagers. El programa de radio también se conocía como "Alan Freed's Rock 'n' Roll Dance Party" en CBS Radio de Nueva York.
Freed también trabajó en WABC (AM) a partir de mayo de 1958, pero fue despedido de esa emisora el 21 de noviembre de 1959 después de negarse a firmar una declaración para la FCC de que nunca había aceptado sobornos de payola.
Posteriormente llegó a una pequeña emisora de Los Ángeles, KDAY (1580 AM) y trabajó allí durante aproximadamente un año.

### Cine y televisión
Freed también apareció en una serie de películas pioneras del rock and roll durante este periodo. Estas películas fueron acogidas a menudo con gran entusiasmo por los adolescentes, ya que llevaban a la gran pantalla representaciones visuales de sus grupos americanos favoritos, años antes de que los vídeos musicales presentaran el mismo tipo de imagen en la pequeña pantalla de televisión.
Freed apareció en varias películas que presentaban a muchos de los grandes actos musicales de su época, entre ellos:
- 1956: Rock Around the Clock con Freed, Bill Haley & His Comets, The Platters, Freddie Bell and the Bellboys, Lisa Gaye.
- 1956: ¡Rock, Rock, Rock! con Freed, Teddy Randazzo, Tuesday Weld, Chuck Berry, Frankie Lymon and the Teenagers, Johnny Burnette, LaVern Baker, The Flamingos, The Moonglows.
- 1957: Mister Rock and Roll con, Rocky Graziano and Teddy Randazzo, Lionel Hampton, Ferlin Husky, Frankie Lymon, Little Richard, Brook Benton, Chuck Berry, Clyde McPhatter, LaVern Baker, Screamin' Jay Hawkins.
- 1957: Don't Knock the Rock con Freed, Bill Haley and His Comets, Alan Dale, Little Richard and The Upsetters, The Treniers, Dave Appell and His Applejacks.
- 1959: Go, Johnny Go! con Freed, Jimmy Clanton, Chuck Berry, Ritchie Valens, Eddie Cochran, The Flamingos, Jackie Wilson, The Cadillacs, Sandy Stewart, Jo Ann Campbell, The Moonglows. Chuck Berry también interpretó al amigo y compañero de Freed, un papel innovador en aquellos días.

Freed recibió una serie de televisión semanal en horario de máxima audiencia, The Big Beat, que se estrenó en la ABC el 12 de julio de 1957. El programa fue programado para un verano, con el entendimiento de que si había suficientes espectadores, continuaría en la temporada de televisión 1957-58. A pesar de que los índices de audiencia del programa eran fuertes, éste fue cancelado repentinamente. El Wall Street Journal resumió el final del programa de la siguiente manera. "A los cuatro episodios de "The Big Beat", la serie musical de Freed en horario de máxima audiencia en la ABC, se armó un revuelo cuando el artista afroamericano Frankie Lymon fue visto en televisión bailando con un miembro blanco del público". Se emitieron dos episodios más, pero el programa se canceló repentinamente. Algunas fuentes indican que la cancelación fue provocada por un alboroto entre las filiales locales de ABC en el sur.
Durante este período, Freed fue visto en otros programas populares de la época, incluyendo To Tell the Truth, donde se le ve defendiendo el nuevo sonido "rock and roll" ante los panelistas, que estaban todos claramente más cómodos con la música swing: Polly Bergen, Ralph Bellamy, Hy Gardner y Kitty Carlisle.

### Problemas legales, escándalo de payola
En 1958, Freed se enfrentó a una polémica en Boston cuando dijo a la audiencia: "Parece que la policía de Boston no quiere que os divirtáis".  Como resultado, Freed fue arrestado y acusado de incitar a los disturbios, y fue despedido de su trabajo en WINS.
La carrera de Freed se vio muy afectada cuando se demostró que había aceptado payola (pagos de las compañías discográficas para reproducir determinados discos), una práctica muy controvertida en la época. Inicialmente negó haber aceptado payola, pero más tarde admitió ante sus fans que había aceptado sobornos. Freed se negó a firmar una declaración para la FCC mientras trabajaba en WABC (AM) para afirmar que nunca había recibido sobornos. Eso provocó su despido.
En 1960, la payola fue declarada ilegal. En diciembre de 1962, tras ser acusado de múltiples cargos de soborno comercial, Freed se declaró culpable de dos y se le impuso una multa de trescientos dólares y una sentencia suspendida.
También hubo una serie de acusaciones de conflicto de intereses, de que se había quedado con co-créditos de composición que no merecía. El ejemplo más notable fue la canción "Maybellene" de Chuck Berry. Tomar créditos parciales le permitía recibir parte de los derechos de autor de una canción, que podía ayudar a aumentar promocionando fuertemente el disco en su propio programa. (En otro ejemplo, Harvey Fuqua de The Moonglows insistió en que el nombre de Freed no era simplemente un crédito en la canción "Sincerely" y que en realidad la coescribió (lo que seguiría siendo un conflicto de intereses para que Freed la promocionara). Otro grupo, The Flamingos también reclamó que Freed se había atribuido erróneamente el crédito de la escritura de algunas de sus canciones.
En 1964, Freed fue acusado por un gran jurado federal de evasión de impuestos y se le ordenó pagar 37.920 dólares en impuestos por ingresos que supuestamente no había declarado. La mayor parte de esos ingresos procedían, al parecer, de fuentes de pago.

## Fallecimiento
Freed murió el 20 de enero de 1965, de uremia y cirrosis provocada por el alcoholismo, a la edad de 43 años. Antes de su muerte, el FBI había seguido manteniendo que debía 38.000 dólares por evasión de impuestos, pero Freed no tenía medios económicos para pagar esa cantidad.
Inicialmente fue enterrado en el Cementerio de Ferncliff en Hartsdale, Nueva York. En marzo de 2002, Judith Fisher Freed, su nuera, llevó sus cenizas al Salón de la Fama del Rock and Roll en Cleveland, Ohio. El 1 de agosto de 2014, el Salón de la Fama pidió al hijo de Alan Freed, Lance Freed, que retirara las cenizas de forma permanente, lo que hizo. Posteriormente, la familia Freed enterró sus cenizas en el Cementerio de Lake View de Cleveland bajo un monumento en forma de gramola con la imagen de Freed.

## Distinciones
En 1986, Freed fue incluido en el Salón de la Fama del Rock and Roll. Su "papel en la ruptura de las barreras raciales en la cultura pop de Estados Unidos en la década de 1950, al llevar a los niños blancos y negros a escuchar la misma música, puso a la personalidad de la radio 'a la vanguardia' y lo convirtió en 'una figura realmente importante'", según el director ejecutivo.
Freed fue honrado con una estrella en el Paseo de la Fama de Hollywood en 1991. El sitio web de la organización publicó esta nota: "Se hizo internacionalmente conocido por promover la música rhythm and blues afroamericana en la radio de Estados Unidos y Europa bajo el nombre de rock and roll".